# Boltzmann (cráter)
Boltzmann es un antiguo cráter de impacto situado a lo largo de la extremidad meridional de la Luna, en las proximidades del polo sur. Con esta ubicación el cráter prácticamente no se puede ver desde la Tierra. Se encuentra al norte de la llanura amurallada del cráter Drygalski, y al oeste del cráter Le Gentil.
Esta formación ha sido erosionada por multitud de impactos pequeños, dejando sus rasgos redondeados y desgastados. Solo algunos restos del borde original destacan sobre el terreno circundante, dejando únicamente una depresión en la superficie. El interior es relativamente plano, con el fondo del cráter más rugoso en la mitad oriental. Hay varios pequeños cráteres en su interior, incluyendo dos de ellos cerca de la pared interna suroeste y un pequeño cráter en forma de cuenco cerca del borde oriental. Ligeramente desplazado hacia el noreste del punto medio de la planta se encuentra un pico central bajo, poco más que una colina redondeada.
Al sureste del borde del cráter aparece una formación en cadena de pequeños cráteres describiendo un arco que une el contorno de Boltzmann con el lado norte de Drygalski.

## Referencias

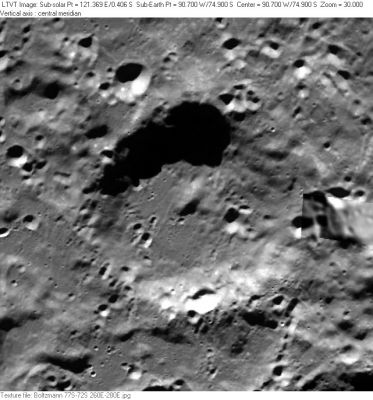
Boltzmann. Imagen tomada por la misión Clementine